# Plastiglomeraat

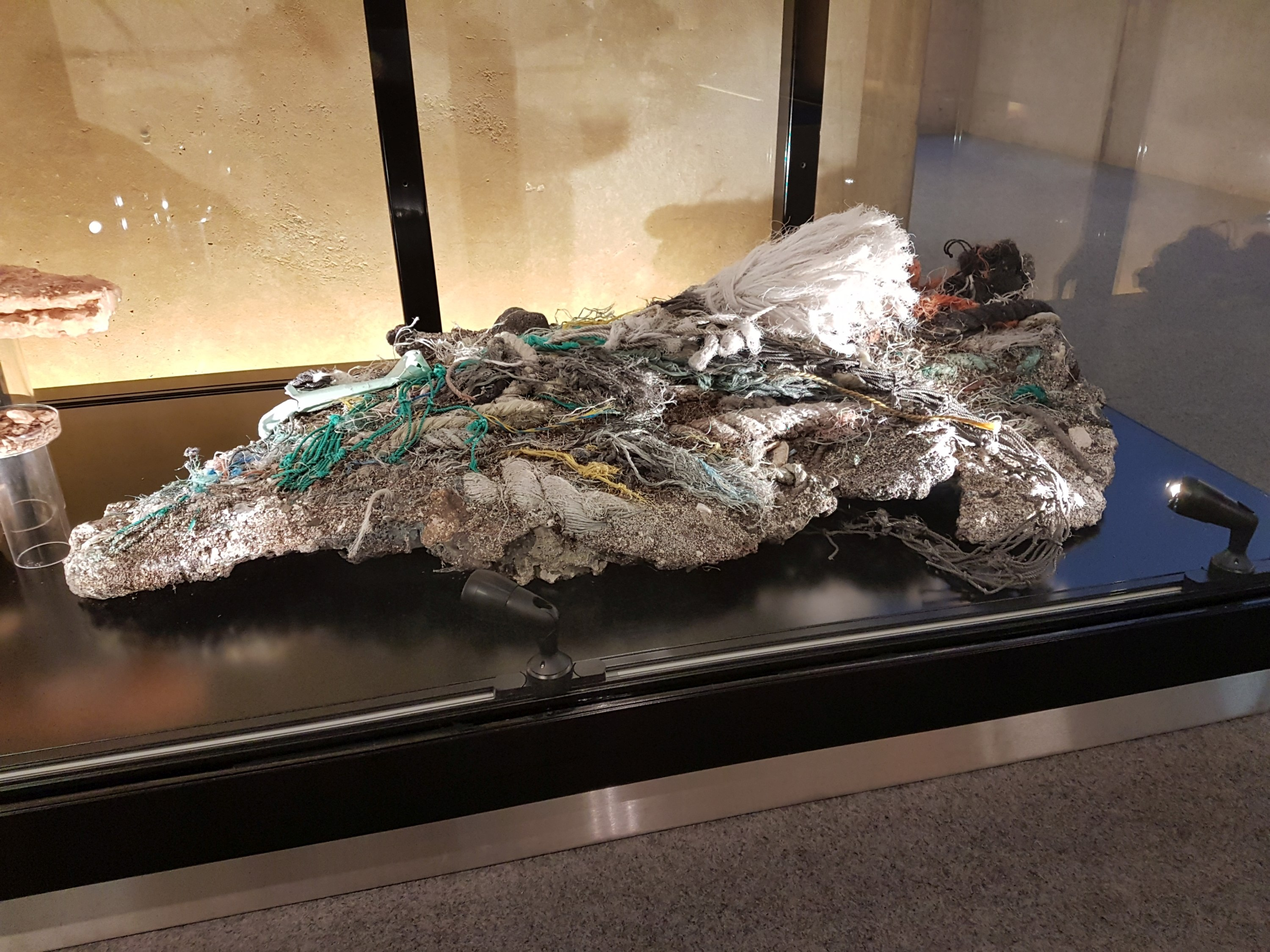
Plastiglomeraat van Kamilo Beach (Hawaï) op de tentoonstelling One Planet in Den Haag

Plastiglomeraat is een term voorgesteld door Patricia Corcoran, Charles J. Moore en Kelly Jazvac voor een steen die een mix bevat van natuurlijk verweringsmateriaal (zoals zand, grind en schelpen) samengebonden door gestold plastic. Het wordt gezien als een potentieel kenmerk van het Antropoceen, een tijdvak van het Kwartair.
Plastiglomeraten worden in meerdere musea tentoongesteld. In het Museon in Den Haag ligt een stuk van meer dan 1 meter lang en meer dan 50 cm breed.